# Ibn Ziad
Ibn Ziad è un comune dell'Algeria, situato nella provincia di Costantina.